# آناتی ساکانیان
آناتی ساکانیان (ارمنی: Անատի Սաքանյան زاده ۱۸ نوامبر ۱۹۹۱) بازیگر، مجری، مدل اهل ارمنستان است. وی از سال ۱۹۹۷ تا کنون مشغول فعالیت بوده‌است.

## زندگی‌نامه
ساکانیان در ۱۸ نوامبر ۱۹۹۱ در ایروان به دنیا آمد. وی از سن ۶ سالگی به هنر علاقه‌مند شد و در زمینه‌های مختلف هنری فعالیت کرد. ساکانیان در سال ۲۰۰۹ وارد دانشگاه دولتی زبان‌ها و علوم اجتماعی ارمنستان شد و در رشته زبان و ادبیات انگلیسی فارغ‌التحصیل شد.

## گزیده فیلمشناسی
از فیلم و مجموعه‌هایی که وی در آن نقش آفرینی کرده‌است می‌توان به فول هاوس در نقش روزانا اشاره کرد.